# پوزه‌منقارواران
پوزه‌منقارواران (نام علمی: Rhamphorhynchoidea) نام یک زیرراسته از راسته خزندگان بال‌دار است.